# Dwuzgłoskowiec
Dwuzgłoskowiec – wzorzec metryczny, w którym wers składa się tylko z dwóch sylab. 
Stanowi on na ogół sztuczkę poetycką. Przykładem wiersza napisanego dwuzgłoskowcem jest Sonet zawichostski Mirona Białoszewskiego. Robert Herrick dwuzgłoskowcem (jednostopowcem jambicznym) napisał wiersz Upon His Departure Hence:
Thus I
Pass by,
And die :
As one
Unknown
And gone :
I'm made
A shade,
And laid
I' th' grave :
There have
My cave,
Where tell
I dwell.
Farewell.